# Sant Vicenç de Castellvell del Camp
Sant Vicenç de Castellvell del Camp és una església barroca de Castellvell del Camp (Baix Camp) inclosa a l'Inventari del Patrimoni Arquitectònic de Catalunya.

## Descripció
Edifici d'una nau amb capelles laterals comunicades. Coberta de canó a les capelles i de canó amb llunetes a la nau. Capçalera poligonal amb creueria gallonada, amb la capella del Santíssim en el costat de l'evangeli. Porta d'arc de mig punt, adovellat, emmarcat per pilastres senzilles i frontó triangular entretallat. Campanar de maons, als peus, en el costat de l'evangeli. Obra de paredat, amb carreu en els angles. Conjunt barroc.

## Història
Damunt de la porta de l'església, la data 1702.